# Souain-Perthes-lès-Hurlus
 Souain-Perthes-lès-Hurlus  es una población y comuna francesa, en la región de Champaña-Ardenas, departamento de Marne, en el distrito de Châlons-en-Champagne y cantón de Suippes.

## Demografía
| 195 | 184 | 138 | 168 | 203 | 193 |
| Para los censos de 1962 a 1999 la población legal corresponde a la población sin duplicidades (Fuente: INSEE [Consultar]) |     |     |     |     |     |